# 阿努鲁塔
阿努魯塔（Anurut，1737年—1819年12月31日）是寮國歷史上琅勃拉邦王国的一位國王，1792年至1817年在位。《清實錄》稱其為召蛇榮，《大南實錄》稱其為𦵚乍。
他是為國王因塔孫的次子，為王后Dhanakama所生。他於1768年被授予副王的頭銜。1788年，被送往暹羅的曼谷充當人質。1791年，蘇林亞翁二世死後，他被暹羅送回琅勃拉邦並繼承王位。
萬象國王南塔森指控阿努魯塔秘密會見緬甸人並圖謀反叛暹羅。在暹羅王拉瑪一世的批准下，南塔森攻打琅勃拉邦，將阿努魯塔及索迪加·戈曼的獨子Ong Mankhu（漢文史料稱之為溫猛）擒獲，押回萬象。阿努魯塔被送往曼谷拘禁，直至1794年才放回國。Ong Mankhu則被扣留在萬象，在越南西山朝入侵萬象的時候才乘機逃回琅勃拉邦。
Ong Mankhu認為阿努魯塔想要謀害自己，便逃亡到中國雲南，獲得中國的承認。Ong Mankhu召集部眾進攻阿努魯塔，但被擊敗，逃往越南。Ong Mankhu試圖尋求越南阮朝的幫助，但越南嘉隆帝卻將他送往諒山，讓中國方面處置。清朝嘉慶帝認為他不能自立，收回之前的冊封印信，不再承認他，最終Ong Mankhu死於越南昭晉州，阿努魯塔坐穩了王位。
1819年，阿努魯塔逝世，其子曼塔圖拉繼位。
| 阿努鲁塔 琅勃拉邦王国 | 阿努鲁塔 琅勃拉邦王国      | 阿努鲁塔 琅勃拉邦王国 |
| --------------------- | -------------------------- | --------------------- |
| 前任： 蘇林亞翁二世   | 琅勃拉邦国王 1792年-1817年 | 繼任： 曼塔圖拉       |